# Gasentladungsröhre

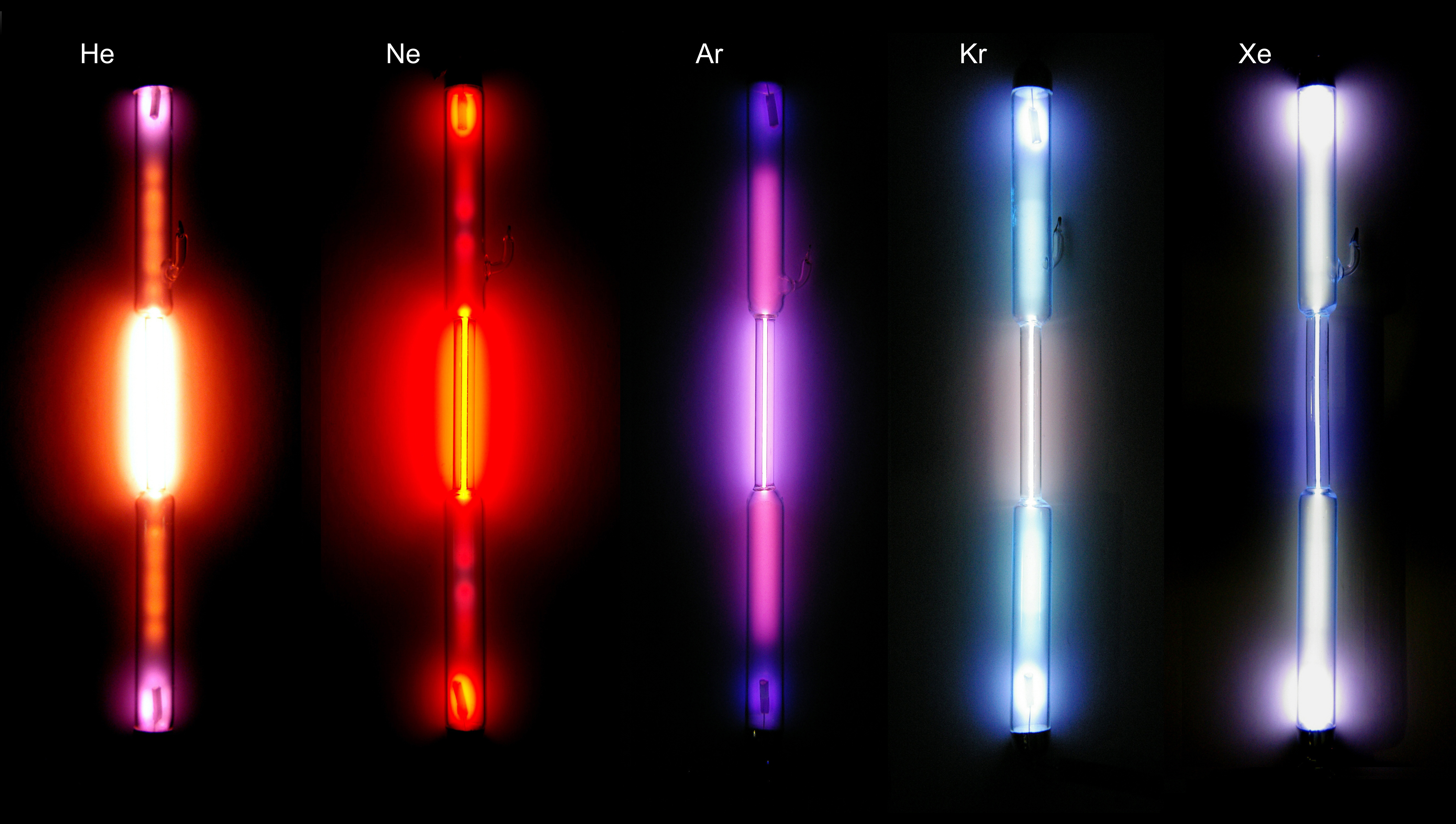
Edelgase Helium, Neon, Argon, Krypton und Xenon in Gasentladungsröhren

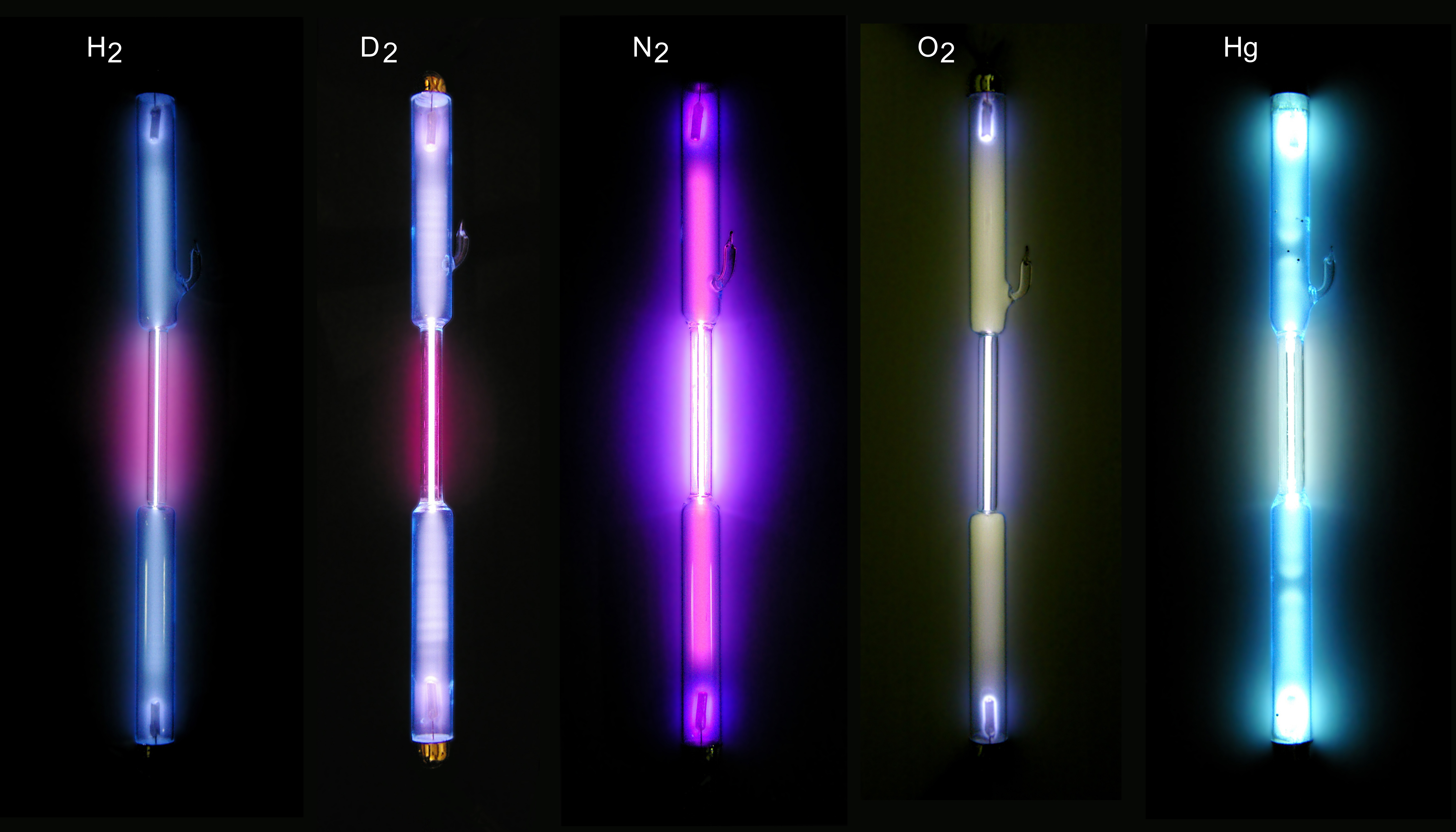
Wasserstoff, Deuterium, Stickstoff, Sauerstoff und Quecksilber in Gasentladungsröhren

Die Gasentladungsröhre – manchmal auch nur Entladungsröhre genannt – ist eine Anordnung von Kathode und Anode innerhalb einer gasgefüllten Glasröhre, in der es bei Anlegen einer bauartspezifischen Mindestspannung zu einer Gasentladung mit Aussendung von Licht kommt. Der physikalische Wirkungsmechanismus der Lichtaussendung nach äußerer Anregung wird als Lumineszenz bezeichnet, die technische Weiterentwicklung zu Lichtquellen im Allgemeinen als Gasentladungslampe.

## Geschichte
Im 19. Jahrhundert entwickelte und baute Heinrich Geißler die nach ihm benannten Geißler’schen Röhren. Sie zeigen je nach Gasfüllung verschiedene spektrale Zusammensetzungen des emittierten Lichtes. Mit ihnen kann der druckabhängige Durchmesser und die Struktur der Gasentladung gut beobachtet werden.
Philipp Lenard experimentierte mit Entladungsröhren und trug damit wesentlich zur Weiterentwicklung der Atomphysik bei. Bei seinen Versuchen schloss er an der kolbenförmig aufgebauten Entladungsröhre eine Vakuumpumpe an, welche den Luftdruck in der Röhre stark reduziert. An der Seite der Röhre befand sich ein so genanntes Lenard-Fenster, welches aus einer Aluminium-Folie bestand (rund 0,5 Mikrometer dick). Dieses ist dick genug, um dem Druckunterschied standzuhalten, lässt aber dennoch Kathodenstrahlen (Elektronen) passieren, welche somit einer Untersuchung außerhalb der Röhre zugänglich sind. Dazu befand sich neben dem Fenster zum Beispiel ein Fluoreszenzschirm.

## Aufbau

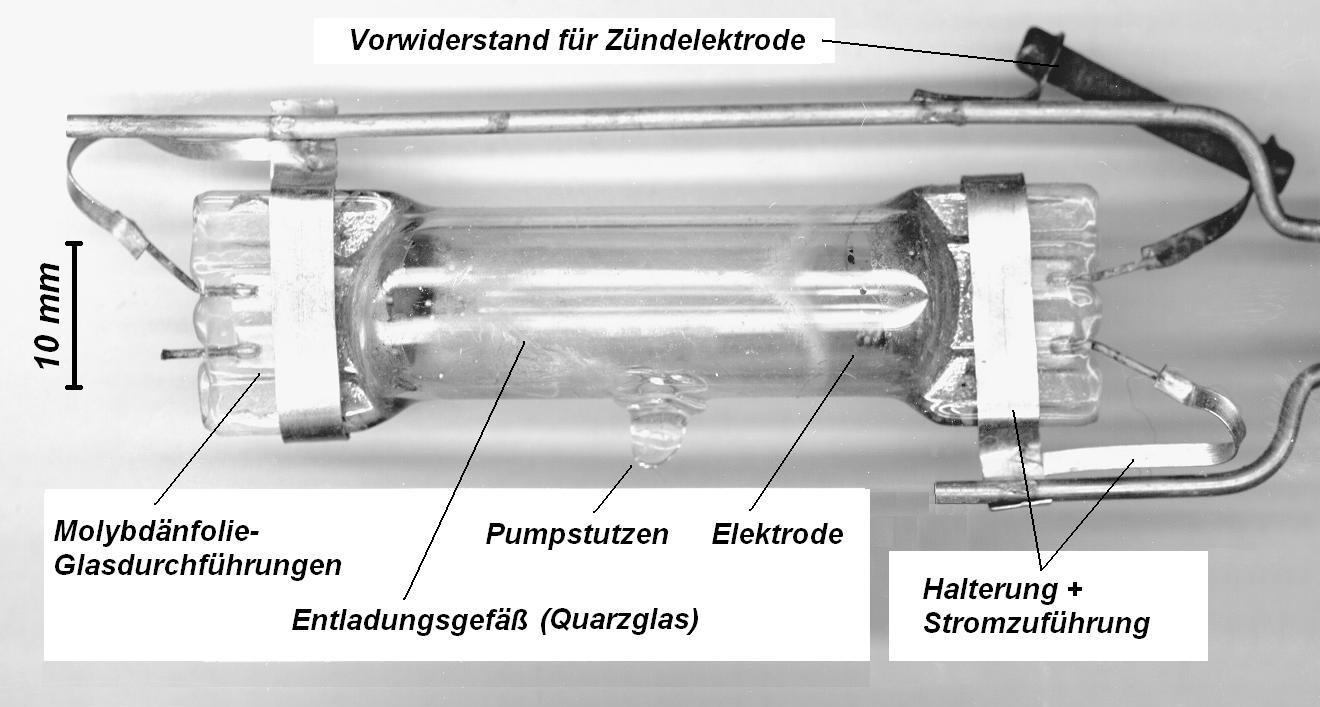
Entladungsgefäß einer Quecksilberdampf-Hochdrucklampe (NARVA NF80, 80 Watt); Schutzglaskolben entfernt (siehe auch: Gesamtansicht mit Schutzglaskolben)

Gasentladungsröhren bestehen aus einem annähernd röhrenförmigen Entladungsgefäß aus Glas (Niederdrucklampen), aus Quarzglas (Hoch- und Höchstdrucklampen) oder aus Aluminiumoxid-Keramik (Hochdrucklampen). Im Gehäuse befinden sich zwei Elektroden, zwischen denen ein elektrisches Feld aufgebaut wird und eine Gasentladung stattfindet. Die elektrischen Anschlüsse werden durch einen Quetschfuß gasdicht nach außen geführt. Die Elektroden können „kalt“ oder glühend sein.
Alle Gasentladungslampen außer Blitzlampen benötigen zum Betrieb eine Strombegrenzung, da ansonsten die Ladungsträgerdichte und der Strom aufgrund der Stoßionisation schnell ansteigen, was bei Überspannungsableitern und Nulloden gewünscht ist, bei Lampen jedoch zu deren Zerstörung führt (siehe Kennlinie). Die Strombegrenzung wird durch einen Widerstand (Glimmlampen), eine Drossel oder ein elektronisches Vorschaltgerät (EVG, engl. ballast) erreicht.
Blitzlampen arbeiten dagegen oft ohne Strombegrenzung aus einem Speicherkondensator. Der mittlere Leistungsumsatz ist dennoch durch die im Kondensator gespeicherte Energiemenge und die Blitzfrequenz begrenzt. Blitzlampen sind meistens mit Xenon (zum Pumpen von Festkörperlasern auch mit Krypton) gefüllt und erzeugen innerhalb etwa 0,1 bis 5 Millisekunden sehr hohe Lichtleistungen tageslichtähnlicher Qualität.
Es gibt Bauformen mit geheizten oder mit ungeheizten (kalten) Elektroden. Weiterhin gibt es auch Gasentladungsröhren ohne Elektroden, wie Nulloden und Mikrowellenlampen (etwa die Schwefellampe). Neuerdings gibt es auch elektrodenlose Energiesparlampen, die mit Hochfrequenz arbeiten.

## Füllung

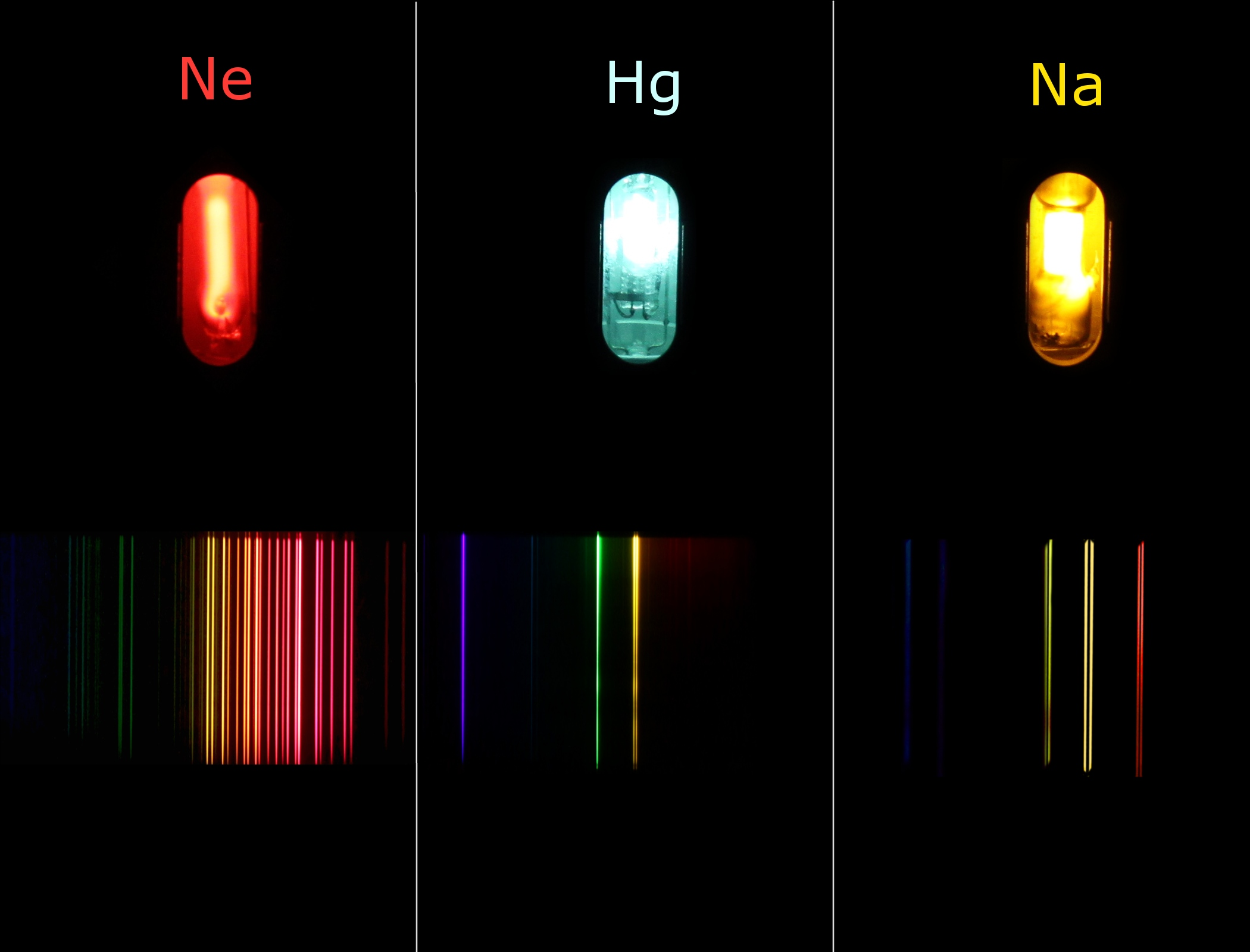
Niederdruckentladungslampen (Spektrallampen)
(Neon, Quecksilber, Natrium) mit Spektren

Der Entladungskolben ist grundlegend mit einem Gas oder Gasgemisch gefüllt, kann aber auch Stoffe enthalten, die erst zu einem späteren Zeitpunkt durch Verdampfung aktiv werden.
Bei Zimmertemperatur weisen diese Gase im Kolben einen geringen Druck auf, der die Zündung der Entladung durch Stoßionisation und damit die Erzeugung des Plasmas begünstigt. Die Füllung mit Gasgemischen bestimmt gewisse Eigenschaften der Entladung oder dient alleine dem Zweck, genügend Wärme zur Verdampfung des für das eigentliche Plasma gedachten Stoffes zur Verfügung zu stellen. Durch die entstehenden Temperaturen wird ein im Kolben befindlicher Vorrat des plasmabildenden Materials verdampft und erhöht somit den Druck im Entladungsraum.
Bei den plasmabildenden Stoffen handelt es sich um Metalle, bzw. deren Dämpfe (Natrium, Quecksilber, siehe auch Metalldampflampe), wobei zur Zündung immer auch Edelgase enthalten sind, oder reine Edelgase (Xenon, Krypton, Neon) oder Gemische aus Halogenen und Metallen (Halogenmetalldampflampe). Spektrallampen verwenden auch andere Gase.
Hochdruck-Gasentladungslampen werden auch als HID-Lampen bezeichnet (von englisch High Intensity Discharge); Strom- und Leuchtdichte sind hier wesentlich höher als bei Niederdruck-Plasmen, die Entladung arbeitet im Bereich eines Lichtbogens bzw. einer Bogenentladung.

## Kategorisierung

Strom-Spannungs-Kennlinie einer Gasentladung (Zahlen siehe Text)

Ein wesentliches Unterscheidungskriterium der Gasentladungsröhren ist der Druck im Entladungsgefäß bzw. dem Brenner. Man unterscheidet:
- Niederdruck-Entladungslampen (Niederdruck-Plasma, Glimmentladung, beispielsweise  Leuchtröhren, Leuchtstofflampen, Neonröhren),
- Mitteldruck-Entladungslampe (überwiegend Mitteldruck-Quecksilberdampflampen zur Desinfektion oder UV-Aushärtung von Lacken, Harzen u. ä.)
- Hochdruck-Entladungslampen (Drücke bis etwa 1 MPa, beispielsweise Quecksilberdampflampen, Krypton-Bogenlampen zur Laser-Anregung),
- Höchstdruck-Lampen (Drücke bis etwa 10 MPa, beispielsweise  Quecksilberdampf-Höchstdrucklampen in der Fotolithografie, Xenon-Kurzbogenlampen zu Projektionszwecken).

Die typische Strom-Spannungs-Kennlinie einer Hochdruck Gasentladung (rechts) steht in engem Zusammenhang mit den Leuchterscheinungen. Im Bereich der unselbstständigen Entladung (1) fließt ein kleiner Strom (Zündung; Bruchteile einer Sekunde). Bei (2) setzt die Glimmentladung ein (Beginn der Entladung; Sekundenbruchteile). Die zur Aufrechterhaltung der Glimmentladung notwendige Betriebsspannung ist niedriger als die Zündspannung. Eine Steigerung des Stromes führt bei (3) zur Lichtbogenentladung. Sie zeichnet sich durch niedrige Betriebsspannung und hohen Strom bzw. hohe Stromdichte aus; die Elektroden beginnen zu glühen.
In der Umgebung der gestrichelten Übergänge im nebenstehenden Bild wirken alle Gasentladungslampen wie negative differentielle Widerstände. Bei steigender Spannung sinkt die Stromstärke beziehungsweise die Stromstärke steigt bei sinkender Spannung. Um den Strom zu begrenzen, müssen Gasentladungslampen stets mit einem Vorwiderstand betrieben werden. Bei hohen Leistungen und Speisung mit Wechselstrom verwendet man meist Vorschaltdrosseln, um die Wärmeentwicklung gering zu halten.
Ein negativer differentieller Widerstand kann zum Anregen (Entdämpfen) von Schwingkreisen im Lichtbogensender oder zur Erzeugung von Kippschwingungen verwendet werden.

### Niederdruckentladungslampen

#### Besonderheiten

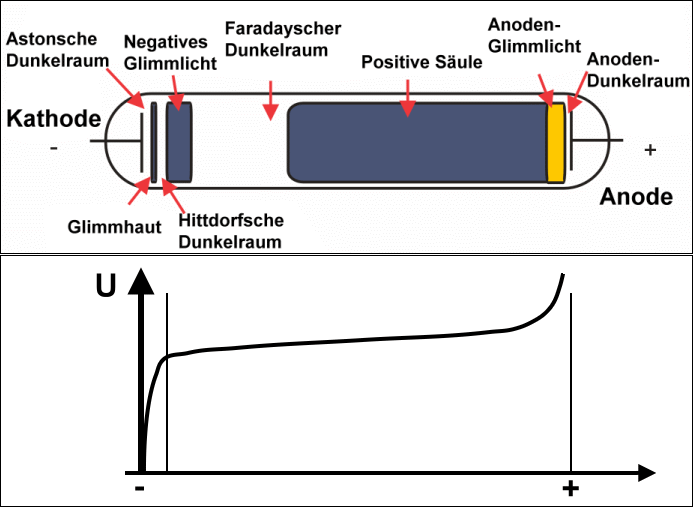
Hell- und Dunkelräume einer Niederdruck-Gasentladung mit kalten Kathoden. Unten: Spannungsverteilung

Die Niederdruckentladungslampe zeichnet sich dadurch aus, dass die Elektronen- und Gastemperatur kaum gekoppelt sind. Es herrscht kein thermisches Gleichgewicht. Die Entladungsform wird auch als Glimmentladung bezeichnet. Eine typische Anwendung ist die Leuchtstofflampe, die eine Sonderform der Quecksilberdampflampe darstellt.
In einem teilevakuierten Glasrohr bildet sich an gegenüberliegenden Elektroden bei ausreichend hoher Spannung (Brennspannung etwa einhundert bis mehrere 100 V) eine Glimmentladung aus. In der Nähe der Kathode (−) tritt das negative Glimmlicht auf, in der Mitte bis zur Anode (+) die sogenannte positive Säule.
Niederdrucklampen arbeiten
- mit kalten Elektroden (Kaltkathoden-Leuchtröhre, Neonröhren, Glimmlampen)

oder
- mit direkt beheizten Glühkathoden (Heißkathoden-Leuchtstofflampe und Niederdruck-Natriumdampflampen). Die Glühkathoden werden vor dem Zünden meistens beheizt und behalten anschließend ihre Temperatur von selbst durch Rückheizung.

#### Beispiele

##### Überspannungsschutz

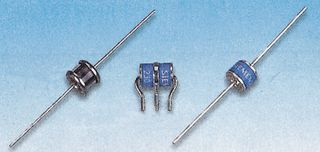
Gasgefüllte Überspannungsableiter, Durchmesser etwa 8 mm

Gasgefüllte Überspannungsableiter isolieren, solange die Spannung unterhalb ihrer Zündspannung bleibt, und stören nicht wegen ihrer geringen Kapazität von nur etwa 2 pF. Wird die Zündspannung überschritten, fällt der Widerstand innerhalb von Mikrosekunden auf sehr geringe Werte, wobei Stromspitzen bis zu 20.000 A abgeleitet werden können. Bleibt der Strom bestehen, werden sie thermisch überlastet. Daher wird üblicherweise eine Überstromschutzeinrichtung (z. B. Schmelzsicherung) vorgesehen, die durch den abgeleiteten Strom anspricht.

##### Glimmlampen
Die Glimmlampe nutzt die Glimmentladung und dient meist zu Signalisierungsszwecken in verschiedenen Anwendungen. Das Glimmlicht entsteht an der Kathode, bei Betrieb mit Wechselspannung leuchten abwechselnd beide Elektroden. Da Glimmlampen meist mit dem Edelgas Neon gefüllt sind, zählen sie in dieser Bauform zu den Neonröhren.
Die Glimmlampe ist kostengünstig herstellbar, wird aber in ihrer Funktion als Signalisierungsanzeige zunehmend durch Leuchtdioden (LED) abgelöst.

##### Leuchtröhren
In Leuchtröhren als Kaltkathodenröhren und Neonröhren (dann mit rot emittierender Neonfüllung), liegen die Elektroden weit entfernt voneinander in einem Glasrohr. Hier leuchtet die positive Säule, wenn eine Spannung von mehreren 100 Volt anliegt. Andere Farben werden durch andere Füllungen und Leuchtstoffe erreicht. Leuchtröhren, Neonröhren und Kaltkathodenröhren haben kalte Kathoden und benötigen höhere Spannungen als Glimmlampen oder Leuchtstofflampen.

##### Leuchtstofflampen

Schaltzeichen einer Leuchtstofflampe mit den vier Anschlüssen für die Glühkathoden

Manchmal werden auch Leuchtröhren als Leuchtstofflampen bezeichnet, denn sie enthalten oft ebenso wie Leuchtstofflampen einen Leuchtstoff. Echte Leuchtstofflampen (auch Leuchtstoffröhren genannt) sowie Kompaktleuchtstofflampen und sogenannte Energiesparlampen haben jedoch Glühkathoden (direkt beheizte Oxidkathoden). Durch Glühemission sinkt die erforderliche Betriebsspannung auf Werte ab, die einen Betrieb über eine Vorschaltdrossel direkt an Netzspannung erlauben.
Der Punkt im Schaltzeichen der Röhre symbolisiert die Füllung mit einem Gas oder Dampf. Ohne den Punkt wäre es eine Vakuumröhre.

##### Natriumdampf-Niederdrucklampen
Diese werden auch als LS-, NA- oder SOX-Lampen bezeichnet. Sie gehören zu den effizientesten Leuchtmitteln, ermöglichen aber mit ihrem annähernd monochromatischen Orange nur eine sehr schlechte Farbwiedergabe. Sie finden daher überwiegend in der Straßenbeleuchtung Verwendung.

### Hochdruck-Entladungslampen (HID-Lampen)
Hierbei handelt es sich in der Regel um Metalldampflampen, die weiter in Quecksilber-, Natrium- und Halogen-Metalldampflampen unterteilt werden können.

#### Besonderheiten

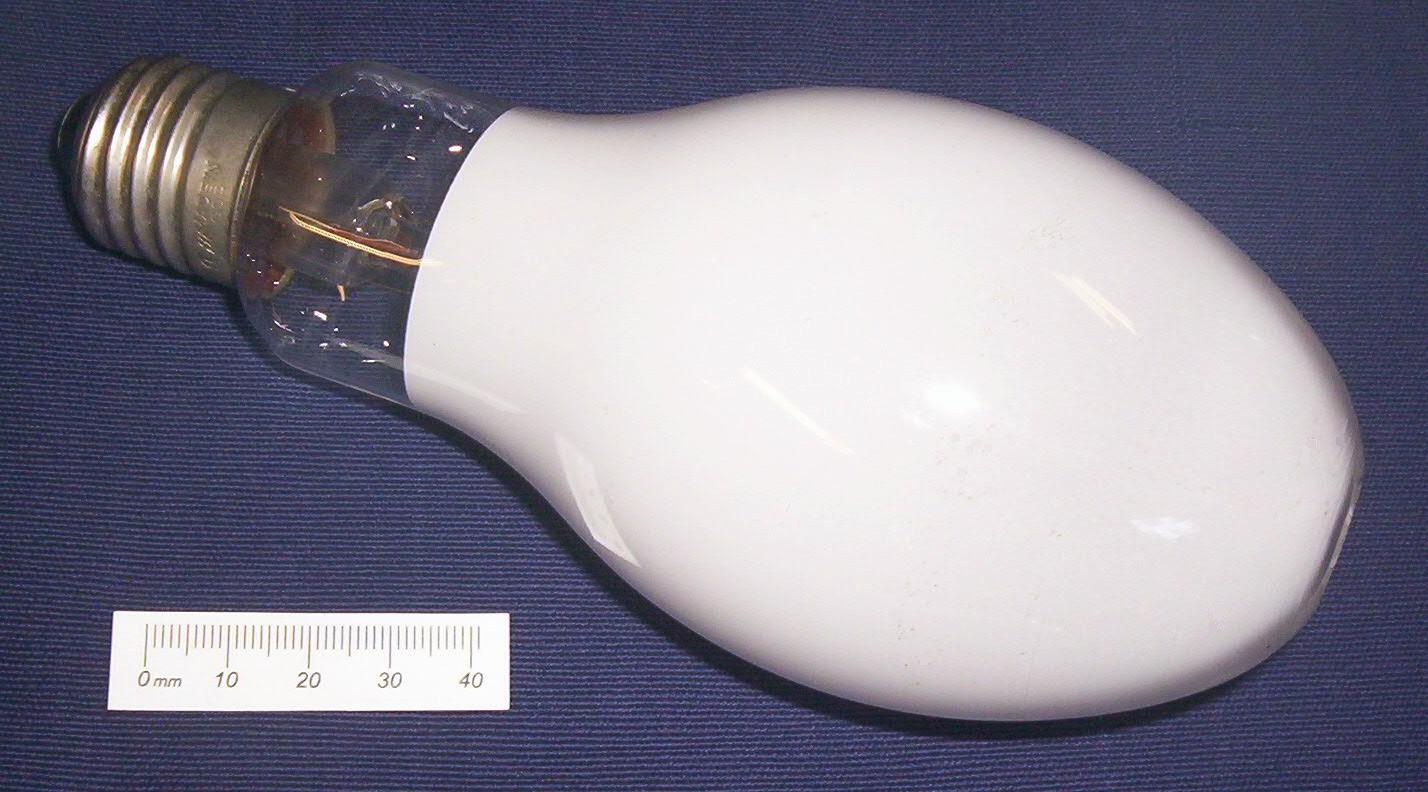
Quecksilberdampf-Hochdrucklampe 80 Watt mit Leuchtstoff-beschichtetem Schutzglaskolben (Entladungsgefäß siehe oben bei Aufbau). Zum Betrieb ist ein Vorschaltgerät erforderlich

Die beiden Elektroden in dem Quarzglas- oder Keramik-Entladungsgefäß bestehen aus Wolfram (massiv oder Drahtwickel) und besitzen im neuen Zustand eine Spitze. Diese brennt während der Lebensdauer etwas zurück.

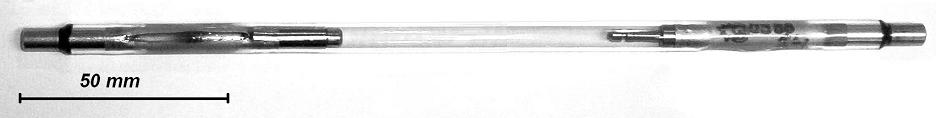
Pumplampe eines Festkörperlasers
Füllgas: Krypton, wassergekühlt, etwa 2 Kilowatt

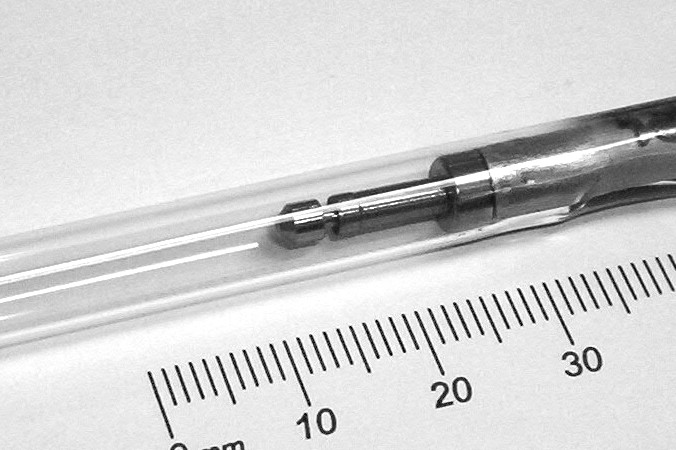
Detail (Kathode) von Bild oben

Die Stromdichte ist so hoch, dass die Niederdruck-Entladung beim Start sofort in eine Bogenentladung übergeht, so dass sich der Innendruck durch steigende Temperatur und verdampfende Füllbestandteile stark erhöht. Die Elektroden erreichen je nach Bauart Temperaturen von etwa 1000 Grad Celsius bis mehrere tausend Grad Celsius und werden nicht vorgeheizt. Bei Quecksilberdampflampen befinden sich neben den Hauptelektroden noch Zündelektroden, so dass ein Zündgerät, wie es bei anderen Hochdruck-Gasentladungslampen erforderlich ist, entfallen kann.
Aufgrund der höheren Dichte und der daraus resultierenden kleineren freien Weglänge der Teilchen befinden sich bei der Hochdruckentladungslampe (p > 0,1 bar) Elektronen- und Gastemperatur annähernd im Gleichgewicht. Im Gegensatz zu Leuchtröhren sind die Spannungen niedrig (50…200 V) und die Entladungsströme (typisch 1…10 Ampere) deutlich höher.
Hochdruck-Gasentladungslampen werden auch HID-Lampen (von engl. high intensity discharge) genannt.
Bei Hochdruck-Gasentladungslampen tritt bereits eine Linienverbreiterung aufgrund der thermischen Bewegung auf, weshalb diese Lampen auch ohne Leuchtstoff bereits eine etwas bessere Farbwiedergabe besitzen als Niederdruck-Entladungslampen ohne Leuchtstoff.
Hochdruck-Gasentladungslampen haben oft einen zusätzlichen Schutzglaskolben, der auch der thermischen Isolierung dient und teilweise einen Leuchtstoff trägt.

#### Beispiele
- Quecksilberdampf-Hochdrucklampe, oft auch HM-Lampe genannt  (Industrie- und Straßenbeleuchtung); Bild eines Entladungsgefäßes siehe bei Aufbau
- Natriumdampf-Hochdrucklampe, oft auch HS-Lampe genannt  (Straßenbeleuchtung)
- Halogen-Metalldampflampe, oft auch HI-Lampe genannt (C-HI: Halogen-Metalldampflampe mit Keramikentladungsgefäß)  (Geschäfts-Auslagen, Stadionbeleuchtung, Architektur, Beamer)

### Höchstdruck-Gasentladungslampen

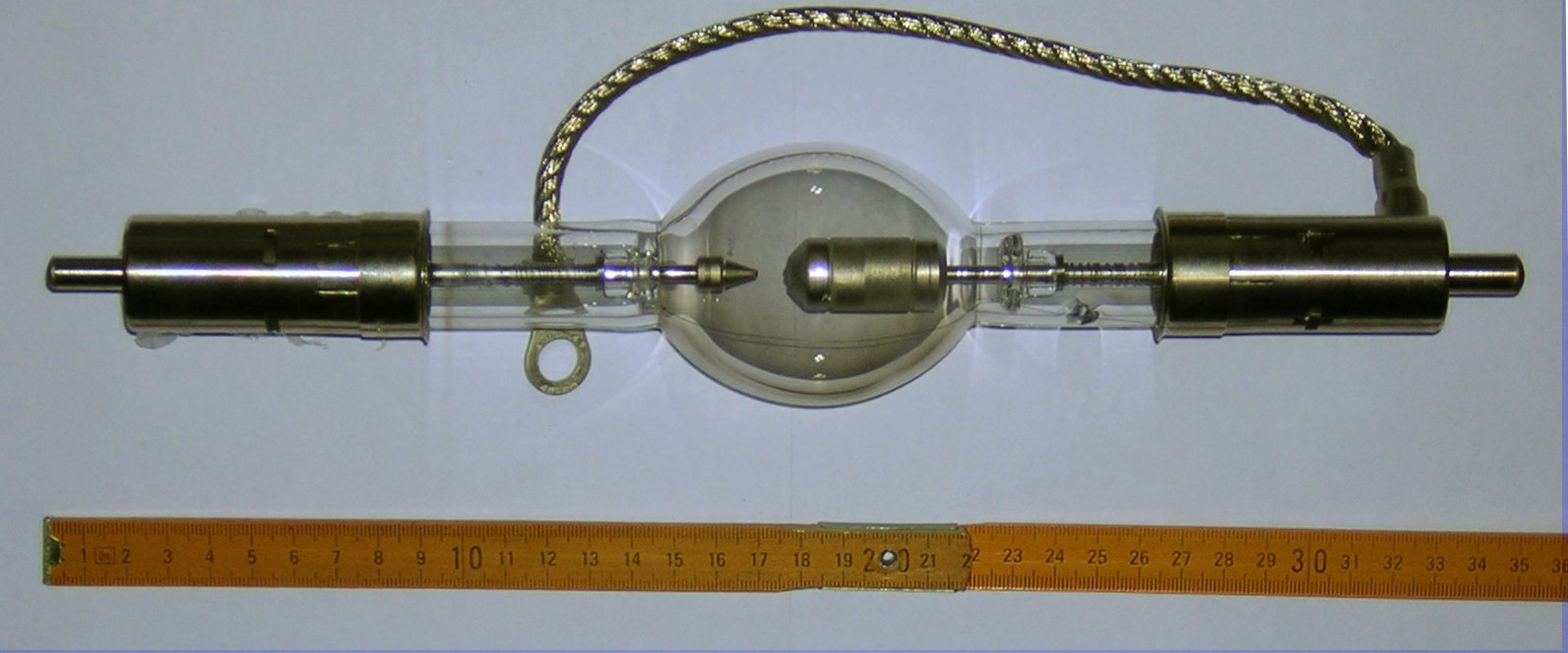
Xenon-Gasentladungslampe für Kinoprojektoren

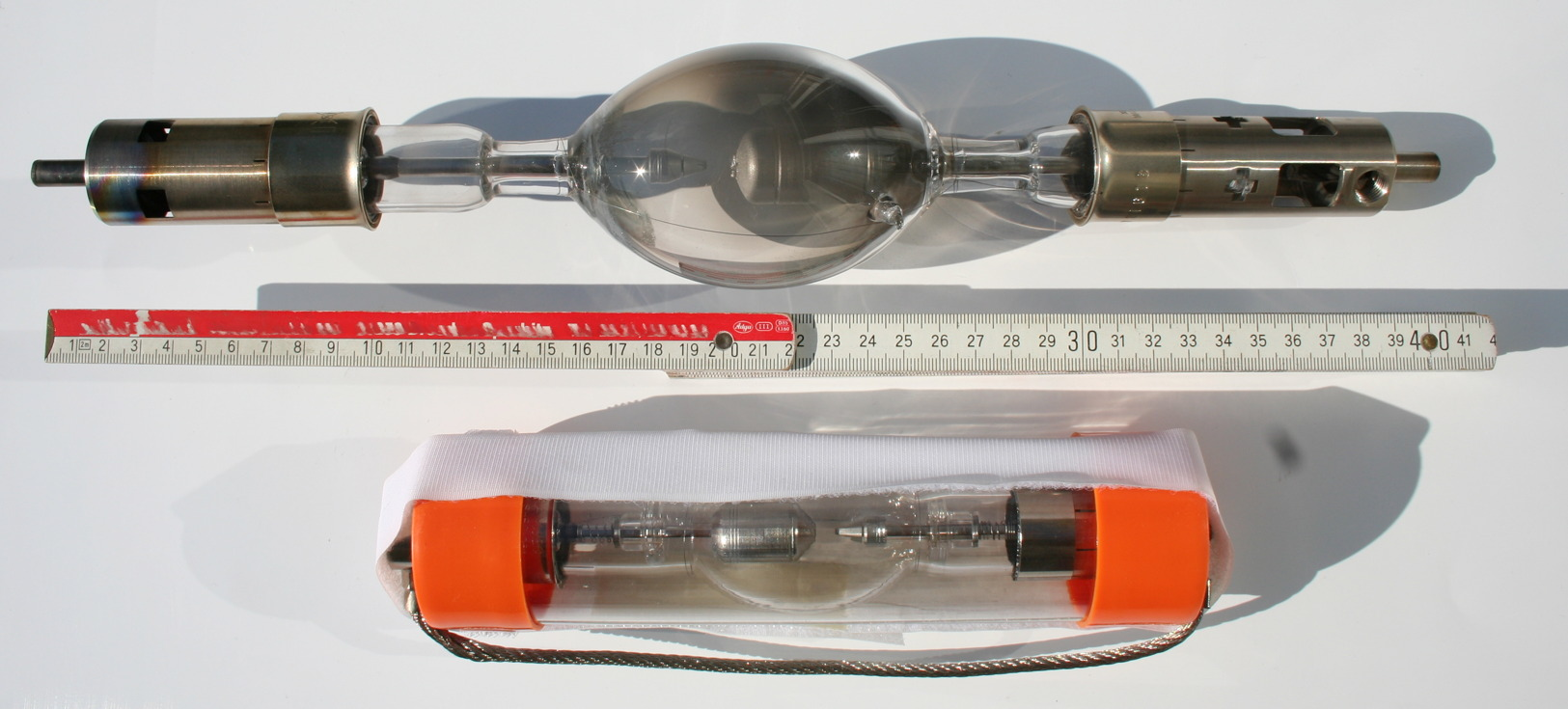
Oben: Xenonlampe 4000 Watt, defekt
Unten: Xenonlampe 2000 Watt, unbenutzt im Schutzgehäuse

Bei diesen Lampen hat das Quecksilber-Edelgas-Gemisch (Argon, Xenon) bereits bei Raumtemperatur Überdruck. Im Betrieb steigt der Druck auf 100 bis 400 bar an. Die Lampen haben ein gedrungenes, dickwandiges Quarzglasgefäß und massive Wolfram-Elektroden. Üblich sind Lampen mit einer Aufnahmeleistung von 50 Watt bis 24 Kilowatt.
Diese Lampen werden als Projektionslichtquelle oder in Sonnenlicht-Simulatoren mit Xenonfüllung und zu Zwecken der Fotolithografie mit Quecksilberdampf-Füllung hergestellt.
Diese Lampen müssen vor ihrem kontinuierlichen Betrieb gezündet werden, da zwischen den beiden Elektroden eine nicht leitende Gasstrecke liegt. Das geschieht, indem ein Hochspannungsimpuls (bis zu 50 kV) angelegt wird, die die Durchschlagsspannung der Gasstrecke übersteigt. Der dadurch entstehende Überschlag ionisiert die Gasstrecke zwischen den Elektroden und macht sie leitend. Damit die ionisierte Strecke nicht sofort wieder abbricht, muss nun im kontinuierlichen Betrieb bei einer Spannung von 20 V bis 30 V ein geglätteter Gleichstrom zugeführt werden. Je besser die Betriebsspannung geglättet ist, desto höher ist die Lebensdauer der Lampe und desto höher ist die Qualität des abgegebenen Lichtes.
Höchstdruck-Gasentladungslampen haben ein Leuchtzentrum von nur wenigen Millimetern Ausdehnung, wobei der Punkt der höchsten Leuchtdichte (hot spot) direkt an der Kathode liegt; sie werden daher auch als Kurzbogenlampen bezeichnet. Die geringe Größe der Lichtquelle und ihre hohe Intensität erlaubt eine effektive Fokussierung oder Kollimation bei Leuchttürmen, Scheinwerfern und in Projektoren.
Höchstdruck-Gasentladungslampen weisen eine starke thermische Linienverbreiterung ihres Emissionsspektrums auf und geben im Falle von Xenon-Höchstdrucklampen ein fast kontinuierliches, tageslichtähnliches Spektrum ab.
Höchstdrucklampen müssen aufgrund der Explosionsgefahr mit Vorsicht gehandhabt (Handschuhe, Schutzbrille) und betrieben (keine freie Montage möglich, Betriebslage oft vorgeschrieben) werden.

### Blitzröhren
Blitzröhren besitzen kalte Kathoden und arbeiten ausschließlich im Impulsbetrieb. Als Stromquelle dient ein Speicherkondensator, der eine elektrische Spitzenleistung bis in den Bereich von Megawatt (Fotoblitz) oder sogar Gigawatt (Pumpen von Pulslasern) abgeben kann. Die Gasfüllung ist Xenon für tageslichtähnliche Farbtemperatur, aber auch Krypton, insbesondere zur effektiven Anregung von Impuls-Festkörperlasern. Weitere Anwendungen sind Stroboskope und das kurzzeitige Erhitzen von Oberflächen.
Blitzröhren werden wie auch Höchstdrucklampen mit einem Hochspannungs-Zündimpuls (ca. 4 bis 20 kV) gezündet beziehungsweise getriggert. Dazu besitzen sie eine außen auf dem Glaskolben angebrachte Elektrode. Das ist möglich, da die Betriebstemperatur des Glaskolbens gering ist.

## Einsatzgebiete

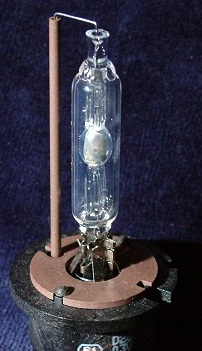
Quecksilberdampflampe für PKW mit Xenon als Füllgas

Gasentladungsröhren sind neben Demonstrationszwecken heute vor allem als Gasentladungslampe, bekannt als Leuchtstofflampen, Leuchtröhren. Glimmlampen dienen als Signallampe; Ziffernanzeigen nach diesem Prinzip (Nixie-Röhren) sind jedoch veraltet.
Im weiteren Sinne gehören zu Gasentladungsröhren auch Gasableiter, Gaslaser sowie die inzwischen veralteten Quecksilberdampfgleichrichter, Thyratrons oder Stabilisatorröhren.
Auch Plasmabildschirme arbeiten in jedem Pixel mit einer Niederdruck-Gasentladung, deren Ultraviolett-Emission zur Farbdarstellung mittels Fluoreszenzfarbstoffen genutzt wird.
Schnelle Schalter für hohe Leistungen im Radarbereich verwenden Gasentladungsröhren, um mit Hilfe eines Duplexers die Antenne entweder an den Sender oder an den Empfänger zu koppeln (Nullode).
Zur Straßen- und Industriebeleuchtung werden oft Natriumdampflampen eingesetzt. Natrium hat eine Doppellinie bei 589,0 und 589,6 Nanometer (Natrium-D-Linie), die die dominierende gelb-orange Farbwiedergabe bewirken. Das untere Niveau dieser Linien ist der Grundzustand, so dass die Strahlungsdichte dieser Resonanzlinien sehr hoch ist.
In Flutlichtanlagen werden Hochdruck-Gasentladungslampen mit Quecksilber-, Metall-Halogenid- oder Natriumdampffüllung eingesetzt. Die beste Farbwiedergabe haben Xenonlampen. Eine relativ gute Farbwiedergabe haben Metall-Halogenid-Gasentladungslampen (auch Halogen-Metalldampflampen, nicht Halogen-Glühlampen!), die auch Quecksilberdampf enthalten. Sie werden oft in Geschäftsauslagen eingesetzt.
Bei Kino- und Videoprojektoren werden Xenon-Gasentladungslampen im Leistungsbereich von 100 Watt bis 15 Kilowatt eingesetzt.
Hersteller wie Osram bieten HMI Lampen bis 24 kW an, welche ebenso in Kinoprojektoren oder in Tageslicht-Scheinwerfern eingesetzt werden. Diese Lampen haben eine Lichtausbeute von 95 lm/W und erreichen einen Lichtstrom von bis zu 2.300.000 lm.
Bei Kraftfahrzeugen wird seit 1991 so genanntes Xenonlicht in den Scheinwerfern verwendet. Hierbei handelt es sich um Halogenmetalldampflampen mit Xenon als Füll- und Startgas. Die genaue Bezeichnung der Lampen ist jedoch schwierig, da hauptsächlich Xenon als Gas und zusätzlich in geringem Maße Quecksilber und Metallhalogenide vorhanden sind. Sie haben gegenüber Glühlampen bei geringerer Leistungsaufnahme einen höheren Lichtstrom (Halogenglühlampe H7 mit 1500 Lumen gegenüber HID-Lampe mit etwa 3000 Lumen).
Im Bereich der Metrologie wird die von Gasentladungslampen (Spektrallampen) ausgehende Strahlung als Längennormal benutzt. Dazu werden Vorkehrungen getroffen, damit die Spektrallinien möglichst schmalbandig sind. Als Beispiel sei die Krypton-86-Lampe genannt, die zwischen 1960 und 1983 zur Definition des Meters benutzt wurde.